# Дорохов, Иван Иванович
Иван Иванович Дорохов — советский хозяйственный, государственный и политический деятель.

## Биография
Родился в 1928 году в селе Садовое. Член КПСС.
С 1948 года — на хозяйственной, общественной и политической работе. В 1948—1988 гг. — первый секретарь Илийского райкома ЛКСМК, завотделом Илийского райкома КПК, секретарь парткома Талгарской МТС, председатель правления совхоза, начальник Саркандского производственного колхозно-совхозного управления, секретарь, второй секретарь Алма-Атинского обкома партии, председатель Алма-Атинского облисполкома, первый заместитель председателя правления Казпотребсоюза.
Избирался депутатом Верховного Совета Казахской ССР 9-го и 10-го созывов.
Умер в 1997 году.